# Shannonomyia masatierrae
Shannonomyia masatierrae är en tvåvingeart som beskrevs av Alexander 1952. Shannonomyia masatierrae ingår i släktet Shannonomyia och familjen småharkrankar. Inga underarter finns listade i Catalogue of Life.